# 第10钢琴协奏曲 (莫扎特)
E♭大調雙鋼琴協奏曲，作品號K. 365/316a，在沃尔夫冈·阿马德乌斯·莫扎特的鋼琴協奏曲中被編為第10首，亦是唯一的雙鋼琴協奏曲作品。

## 背景
此作的完成時間未知，艾倫·泰森主張可能落於1775年8月至1777年1月之間，然而多數的專書皆認為應完成於1779年，持此觀點的學者則有Stephan D. Lindeman、義爾贏（John Irving）與亨森（Maurice Hinson）等人。此外，根據南妮兒的紀錄，這首協奏曲應是莫扎特為姊弟倆能共同演奏所作:56。
K. 365協奏曲的手稿現存波蘭克拉科夫亞捷隆大學圖書館。

### 首演
此曲最早的演出紀錄在1780年9月3日，便是由莫扎特姊弟一同擔任鋼琴演奏，演出地點位於薩爾茲堡宮廷:56。

### 出版
第一版樂譜由J. Anton André於1800年出版。

## 分析
K. 365協奏曲屬於協奏交響曲之一。繼承了此一樂類的特色，其獨奏樂器的技巧要求相當高，以滿足公眾音樂會的需求。在此同時，這類作品的特點是愉悅、優雅且平和，刻意避免了大膽的轉調，或是過分強烈的對比。K. 365協奏曲E♭大調的調性設定，則同第9號鋼琴協奏曲、第39號交響曲、《魔笛》序曲等作品般，是莫扎特筆下為人熟知的色彩。

### 配器
這首協奏曲的原始配器是鋼琴二台、雙簧管二把、低音管二把、圓號二把，以及弦樂。莫扎特曾將之擴寫為包括單簧管、小號各二把，以及定音鼓在內的完整二管制，但由於沒有正式寫入總譜中，此一擴寫的真確性受到了質疑。現今，關於上述樂器的選用多以「自由選奏」（ad lib.）為主。
與尋常的莫扎特鋼琴協奏曲相比，K. 365協奏曲有更多的時間由鋼琴間「交流」，二台鋼琴的地位可說是等量齊觀的，並時常以相互堆疊的方式累積彼此聲量，同時與管弦樂形成互動、甚至是對抗的態勢。在此同時，管弦樂的份量則大部分較其他的莫扎特鋼琴協奏曲為輕（例如木管部門僅演奏長音，以及弦樂撥奏演奏等）。不過，若指揮者選用了鼓、號等樂器，則更能夠帶來交響曲般的豐富、平衡的音色。

### 結構
雙鋼琴協奏曲採一般的三樂章體裁：
1. 快板（Allegro），
 拍子
2. B♭大調，行板（Andante），
 拍子
3. 輪旋曲，快板（Rondo: Allegro），
 拍子

第一樂章
雙呈示部的奏鳴曲式，樂團回復段（ritornello）略去了第二主題與過渡段，呈示部第二主題（第96小節）則另有一附題（第104小節）加入，形成豐富的「主題群」，以上皆顯出了莫扎特自由的創作思維。
在發展部，除了素材繼承自呈示部之外，此段的重點在於鋼琴的表現性，因此避免了頻繁轉調、不安定的色彩等（承前文），使得此發展部不同於傳統意義上的奏鳴曲式發展部，而是一種「有限發展的」、較能吸引聽眾注意的鋪排。
樂章的結束段遵從了古典主義協奏曲作品的「傳統」，以樂團總奏的方式呈現。
第二樂章
此樂章雖有第一主題、第二主題之分，但由於調性未移轉，顯然悖於奏鳴曲式的基本要求。論者認為，將第二樂章視為三段體，更符合其音樂內容:123。
調性之外，第二樂章的一大特點是第二主題（第35小節）的配器，由雙簧管演奏主題，鋼琴僅以分解和弦伴奏的手法，使得主題色彩更為豐富。又，第二樂章是唯一沒有裝飾奏的樂章，更近似於歌劇詠唱調的表現方式。
第三樂章
繼承前一樂章的配器特點，木管樂器在第三樂章的地位大幅度地被提升，使得此樂章更具有交響曲化的特色。此外，同K. 364協奏交響曲一般，特別強調獨奏在此的互動性與華麗性。

## 外部連結
- 《第10钢琴协奏曲 (莫扎特)》：谱子和报道（德语），《莫扎特全集》
- 第10钢琴协奏曲 (莫扎特)：国际乐谱典藏计划上的乐谱